# Heterolimnophila subtruncata
Heterolimnophila subtruncata là một loài ruồi trong họ Limoniidae. Chúng phân bố ở miền Australasia.